# 란트바서 고가교
란트바서 고가교(독일어: Landwasserviadukt)는 스위스 그라우뷘덴주에 있는 철도 고가교이다. 단일 트랙 6개의 아치형 곡선 석회암 철도 고가교이다. 스위스 그라우뷘덴주의 슈미텐과 필리주어 사이의 란트바서강에 걸쳐 있다.
알렉산더 아카토스(Alexander Acatos)가 설계한 란트바서 고가교는 1901년에서 1902년 사이에 뮐러 & 체어레더(Müller & Zeerleder)가 래티셰 철도를 대신하여 건설했으며, 현재까지 소유, 운영하고 있다. 세계 유산에 등재된 알불라 철도의 대표적인 구조물로 높이 65m, 길이 136m이다. 그것의 남동쪽 교대는 란트바서 터널에 직접 연결된다. 2009년 동안 란트바서 고가교는 원래 건설 이후 처음으로 보수 공사를 받았다.

## 개요
슈미텐의 남쪽에 있는 란트바서강 협곡에 걸려 있고, 길이는 13m, 높이는 65m이다. 1901년부터 1903년에 걸쳐 건설되었다. 래티셰 철도가 이용하고 있으며, 빙하특급도 이 다리를 통과한다. 필리주어를 출발한 열차는 216m 터널을 통과한다. 이 터널을 나온 곳이 절벽으로 되어 있고, 터널의 출구가 직접 란트바서 고가교로 연결되어 있다. 란트바서 고가교 건설에 해당한 기사는 독일인 프리드리히 폰 헤닝에서 건설을 담당한 것은 뮐러 & 체어레더(Müller & Zeerleder)이다. 다리는 반경 100m의 곡선을 그리고 있다. 소재는 석회암으로 5개의 20m 직경 사이로 이루어져 있다.
란트바서 고가교가 있는 알불라선의 건설은 1898년에 시작되었다. 공사는 11개의 구간으로 나누어 실시되었고, 55개의 다리와 39개의 터널이 건설되었다. 그중에서도 란트바서 협곡은 가장 넘기 어려운 지점이었다. 1901년 5월에 다리의 건설이 시작되었고, 1902년 10월에는 이미 일부 열차가 통과하고 있었다. 1903년 7월 1일, 알불라선은 아직 완성되지 않았지만, 란트바서 고가교의 공용이 개시되었다.
란트바서 고가교는 1949년에 발행된 스위스의 60선팀 우표의 소재가 되었다.

## 갤러리

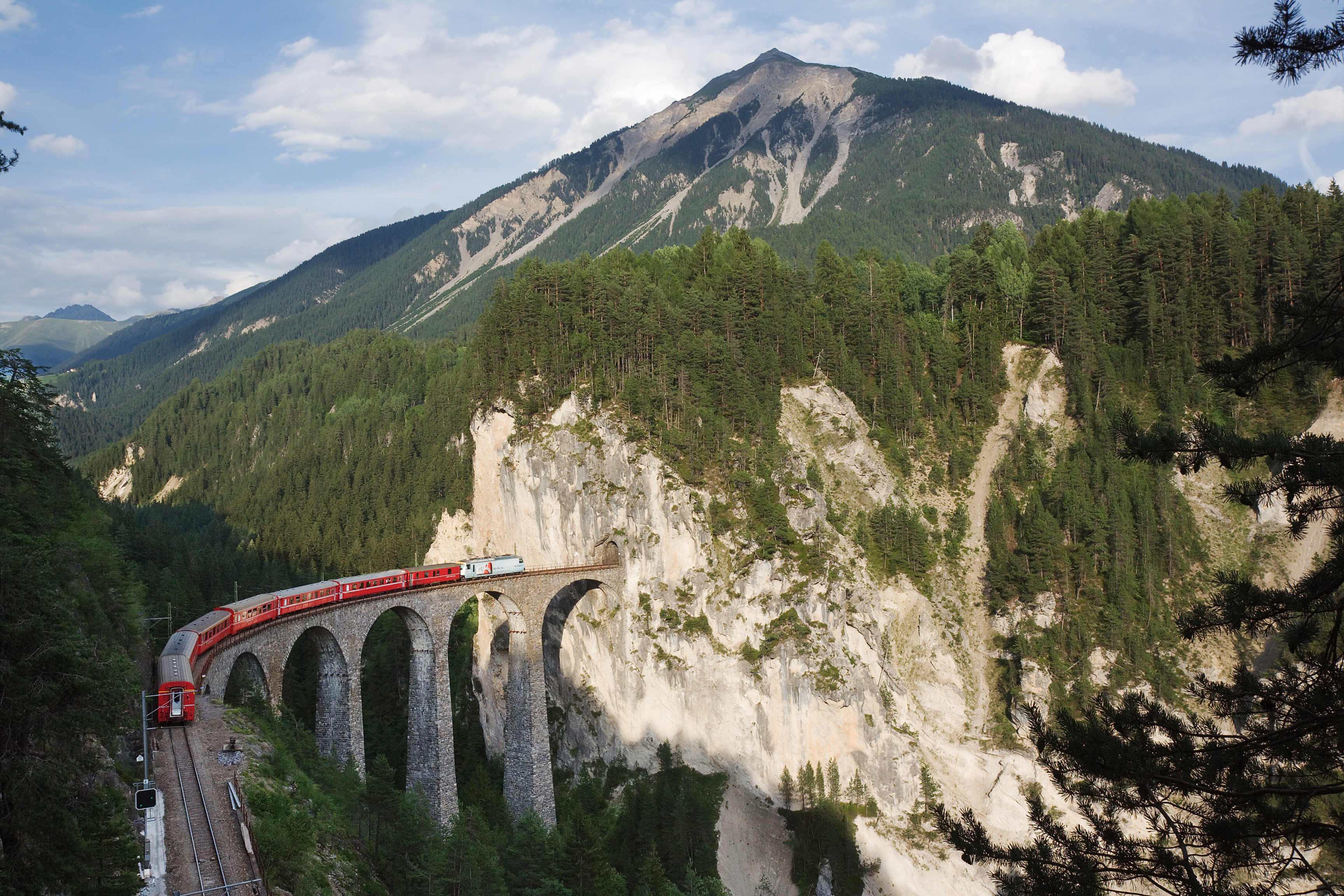
란트바서 고가교
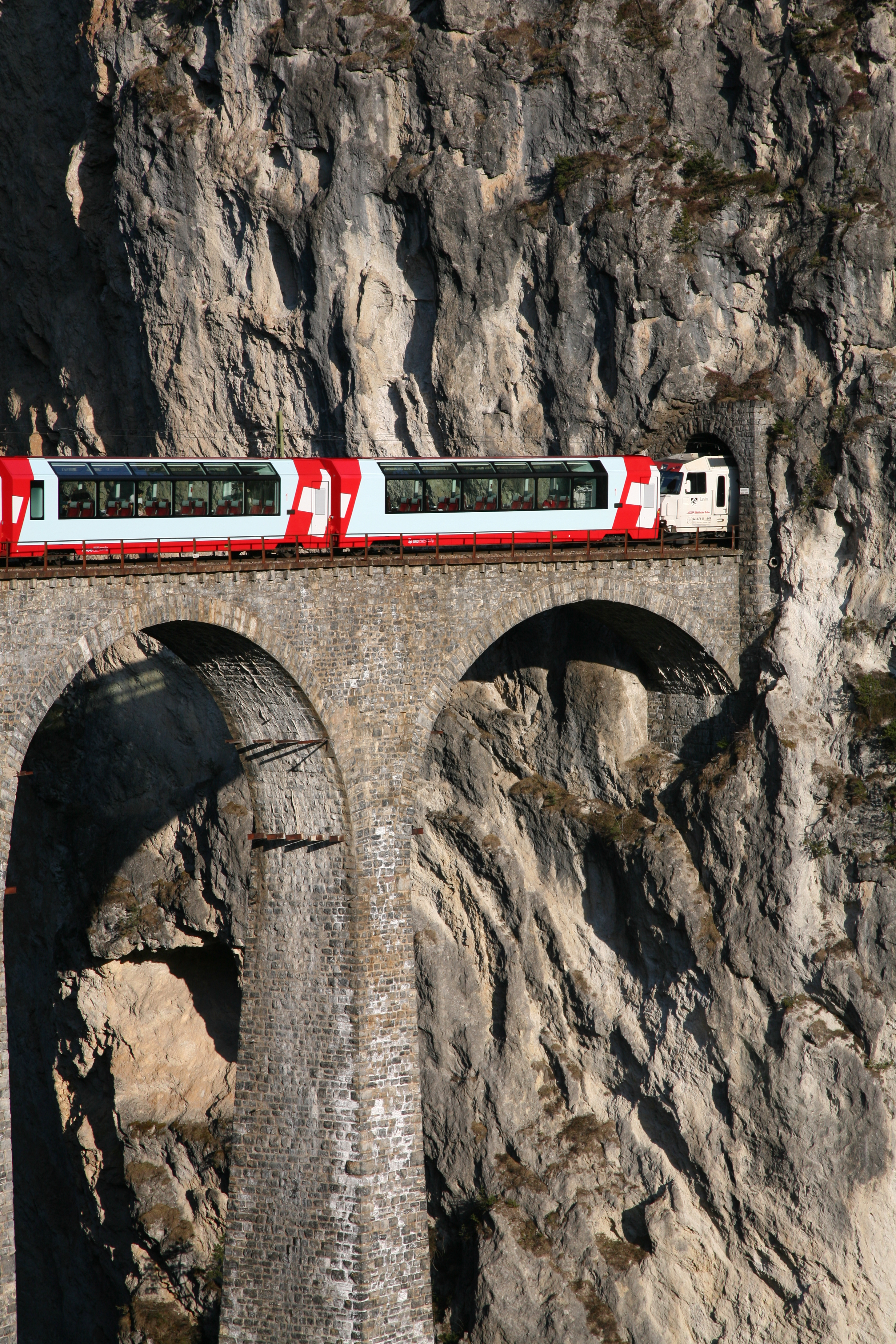
란트바서 터널에 진입하는 빙하특급의 파노라마카
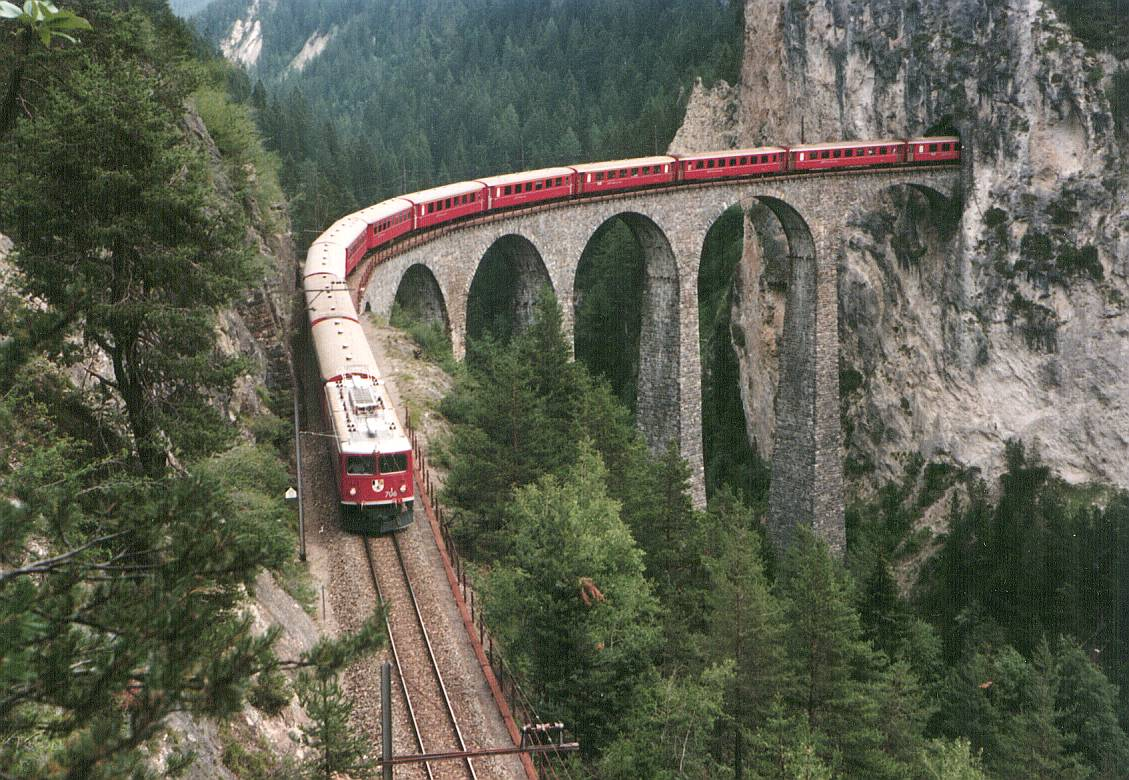
고가교를 건너는 Ge 6/6 706 전기 기관차
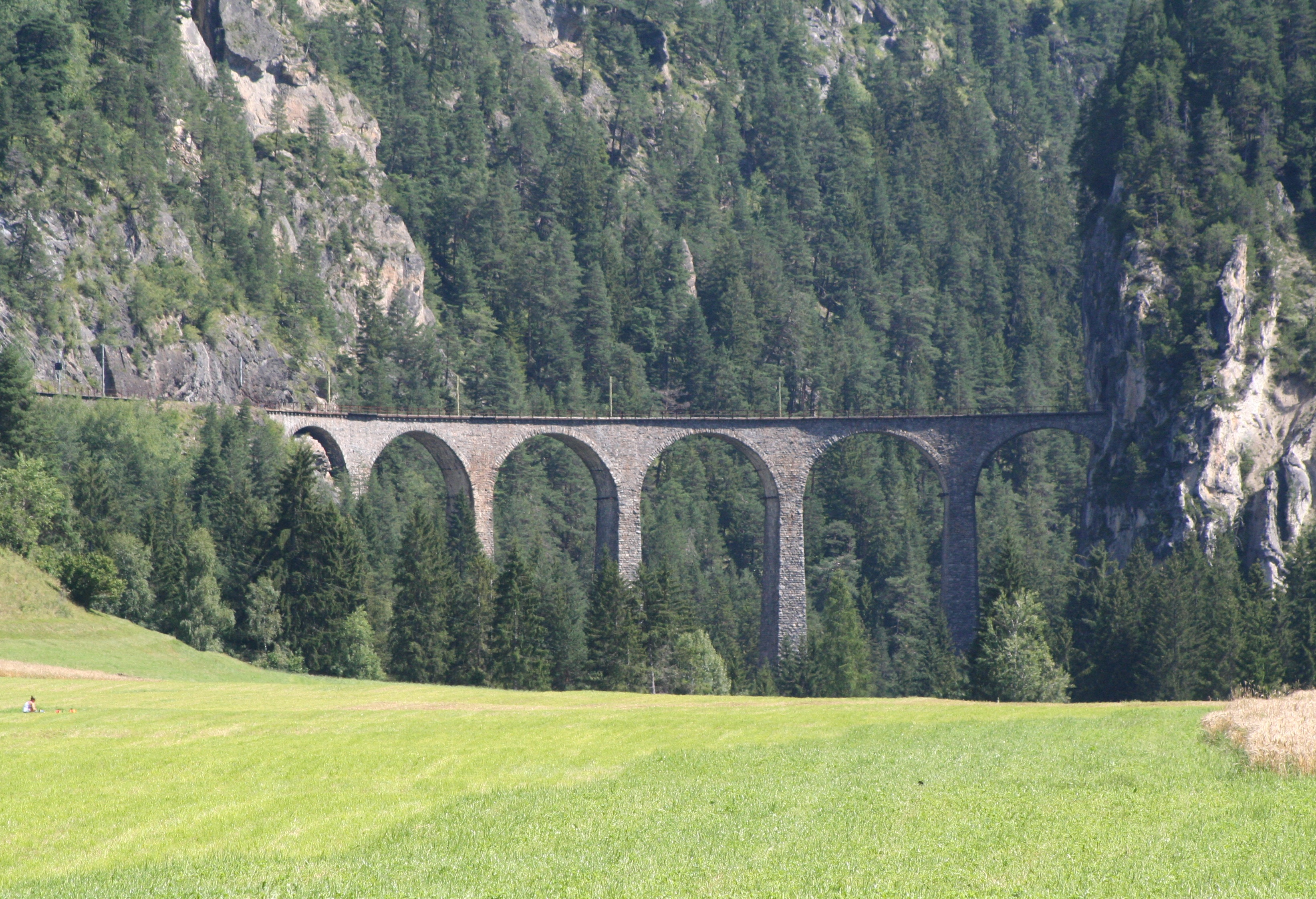
도로에서 본 고가교

## 같이 보기
- 홍예교
- 베르니나 익스프레스
- 빙하특급
- 래티셰 철도
- 슈미텐토벨 고가교